# Amapala temulenta
Amapala temulenta är en insektsart som beskrevs av Melichar 1914. Amapala temulenta ingår i släktet Amapala och familjen Tropiduchidae. Inga underarter finns listade i Catalogue of Life.